# Calidina

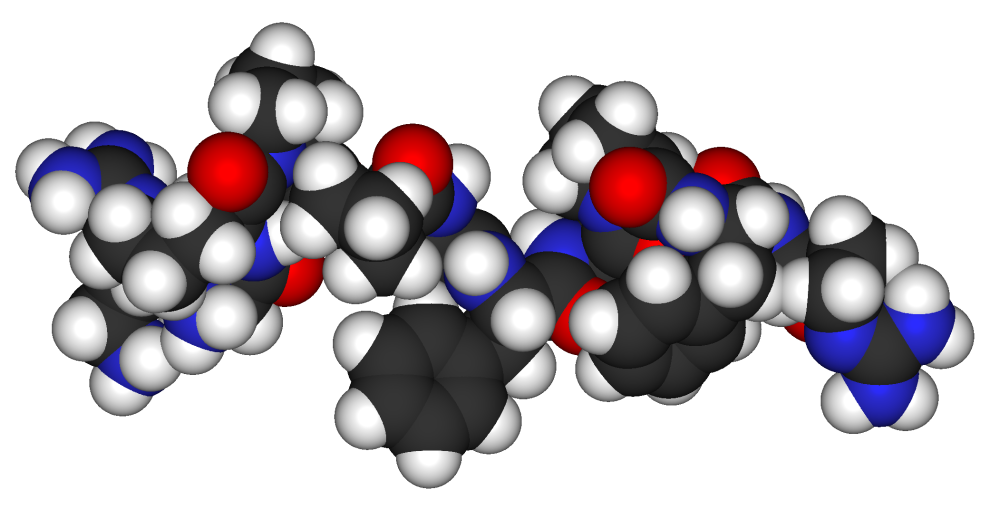

La calidina (o lisilbradicinina) es un decapéptido (compuesto de 10 aminoácidos). Sus efectos son análogos a los de las otras cininas. Al igual que otras cininas, se genera tras una lesión tisular, reacciones alérgicas, infecciones por virus y otros trastornos inflamatorios.

## Importancia biomédica
Este péptido es un autacoide que actúa localmente y produce dolor, vasodilatación, mayor permeabilidad vascular y síntesis de prostaglandinas. Pertenece a un subgrupo de mediadores que contribuyen a la respuesta inflamatoria.
En 1960 se advirtió que la calidina es la bradicinina (9 aminoácidos) con un residuo extra del aminoácido lisina. Las dos sustancias son polipéptidos con estructuras químicas y propiedades farmacológicas similares y abundantes en la naturaleza. Se le ha dado al grupo el término genérico cininas.
- Datos: Q2398786